# Albanesi (Automobilhersteller)
Albanesi war ein italienischer Hersteller von Automobilen.

## Unternehmensgeschichte
Das Unternehmen aus Brescia begann 1968 mit der Produktion von Automobilen. Im gleichen Jahr endete die Produktion.

## Fahrzeuge
Das einzige Modell war der Nachbau des Fiat 508 Balilla Coppa D’Oro aus dem Jahre 1934. Dabei handelte es sich um einen zweisitzigen Roadster. Die Karosserie bestand aus Kunststoff.